# Валентина Родини
Валентина Родини на италиански: Valentina Rodini е италианска състезателка по академично гребане, състезаваща се в дисциплината двойка скул.
Родена в гр. Кремона, Ломбардия. Олимпийска шампионка е от Токио (2020) на двойка скул с Федерика Чезарини. Състезава се за клуб „G.S. Fiamme Oro“.

## Участия на Олимпиади
| Олимпиада             | Дисциплина                              | Място |
| --------------------- | --------------------------------------- | ----- |
| Токио (2020)          | Академично гребане — двойка скул (жени) |       |
| Рио де Жанейро (2016) | Академично гребане — двойка скул (жени) | 13    |